# Economía de Chad
La economía de Chad aún depende de la agricultura de subsistencia, pero hay perspectivas con la explotación del petróleo. Las primeras reservas comenzaron a ser exploradas en octubre de 2003. El país posee abundantes yacimientos, principalmente en la cuenca de Doba. Un oleoducto transporta el petróleo hasta el litoral del océano Atlántico, en Camerún.
El país también posee uranio, aunque no es explotado.
En la región tropical del sur se produce algodón que es industrializado en el país, y tiene potencial para otros tipos de cultivos también. Otros cultivos importantes en el país son el sorgo, arroz, patatas, mandioca. Otras industrias importantes son la industria textil y el embutido de carnes.
El Índice de Desarrollo Humano de la ONU coloca el país como el tercer país menos desarrollado del mundo, ya que el 80% de su población vive por debajo de la línea de pobreza, para el año 2001.
El principal socio comercial de Chad es la Unión Europea.

## Comercio exterior
En 2020, el país fue el 154o exportador más grande del mundo (US $ 1.000 millones). En importaciones, en 2019, fue el 170º mayor importador del mundo: 800 millones de dólares.

## Sector primario

### Agricultura
Chad producido en 2019:
- 972 mil toneladas de sorgo;
- 939 mil toneladas de maní;
- 717 mil toneladas de mijo;
- 564 mil toneladas de ñame;
- 528 mil toneladas de cereales;
- 477 mil toneladas de caña de azúcar;
- 414 mil toneladas de maíz;
- 325 mil toneladas de algodón;
- 296 mil toneladas de mandioca;
- 290 mil toneladas de arroz;
- 217 mil toneladas de batata;
- 170 mil toneladas de sésamo;
- 152 mil toneladas de frijoles;

Además de las producciones más pequeñas de otros productos agrícolas.

### Ganadería
En 2019, Chad produjo: 456.000 toneladas de carne de vacuno (el 31.er productor mundial); 176 mil toneladas de carne de cordero; 125 mil toneladas de carne de chivo; 183 millones de litros de leche de vaca; 113 millones de litros de leche de cabra; 44 millones de litros de leche de oveja; 31 millones de litros de leche de camello; entre otros.

## Sector secundario

### Industria
El Banco Mundial enumera los principales países productores cada año, según el valor total de la producción. Según la lista de 2019, Chad tenía la 156a industria más valiosa del mundo ($ 322 millones).

### Energía
En energías no renovables, en 2020, el país fue el 39.º productor mundial de petróleo, extrayendo 115,800 barriles / día. En 2011, el país consumió 1.800 barriles / día (189o mayor consumidor del mundo). El país fue el 37.º mayor exportador de petróleo del mundo en 2010 (125,7 mil barriles / día).